# Italia continentale
L'Italia continentale è la parte della regione italiana che si trova tra il versante meridionale delle Alpi e l'istmo La Spezia-Rimini e che si affaccia sul Mar Ligure e sul Mare Adriatico settentrionale.
Si tratta di un concetto di geografia fisica, basato sulla suddivisione in tre parti dell'intera regione italiana: Italia continentale, Italia peninsulare e Italia insulare; in ambito didattico, questa tripartizione è utilizzata anche in riferimento al territorio della Repubblica Italiana.
Piccole isole, come quelle dell'Arcipelago Spezzino o del Delta del Po, e piccole penisole, come quella di Lignano Sabbiadoro, vengono incluse comunque in questa zona geografica.
Amministrativamente, il territorio della Repubblica Italiana compreso nell'Italia continentale è suddiviso in otto regioni, che da ovest a est e da nord a sud sono: la Valle d'Aosta, il Piemonte, la Liguria, la Lombardia, l'Emilia-Romagna, il Trentino-Alto Adige, il Veneto e il Friuli-Venezia Giulia.

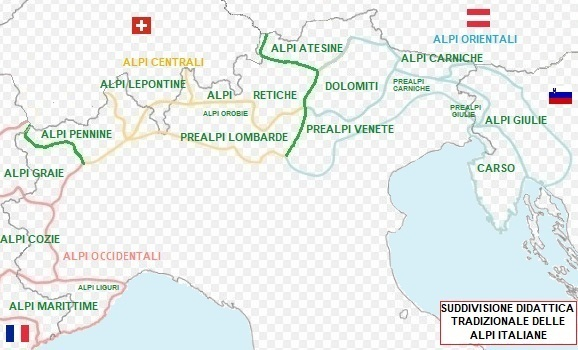
Le sezioni delle Alpi italiane secondo la suddivisione tradizionale

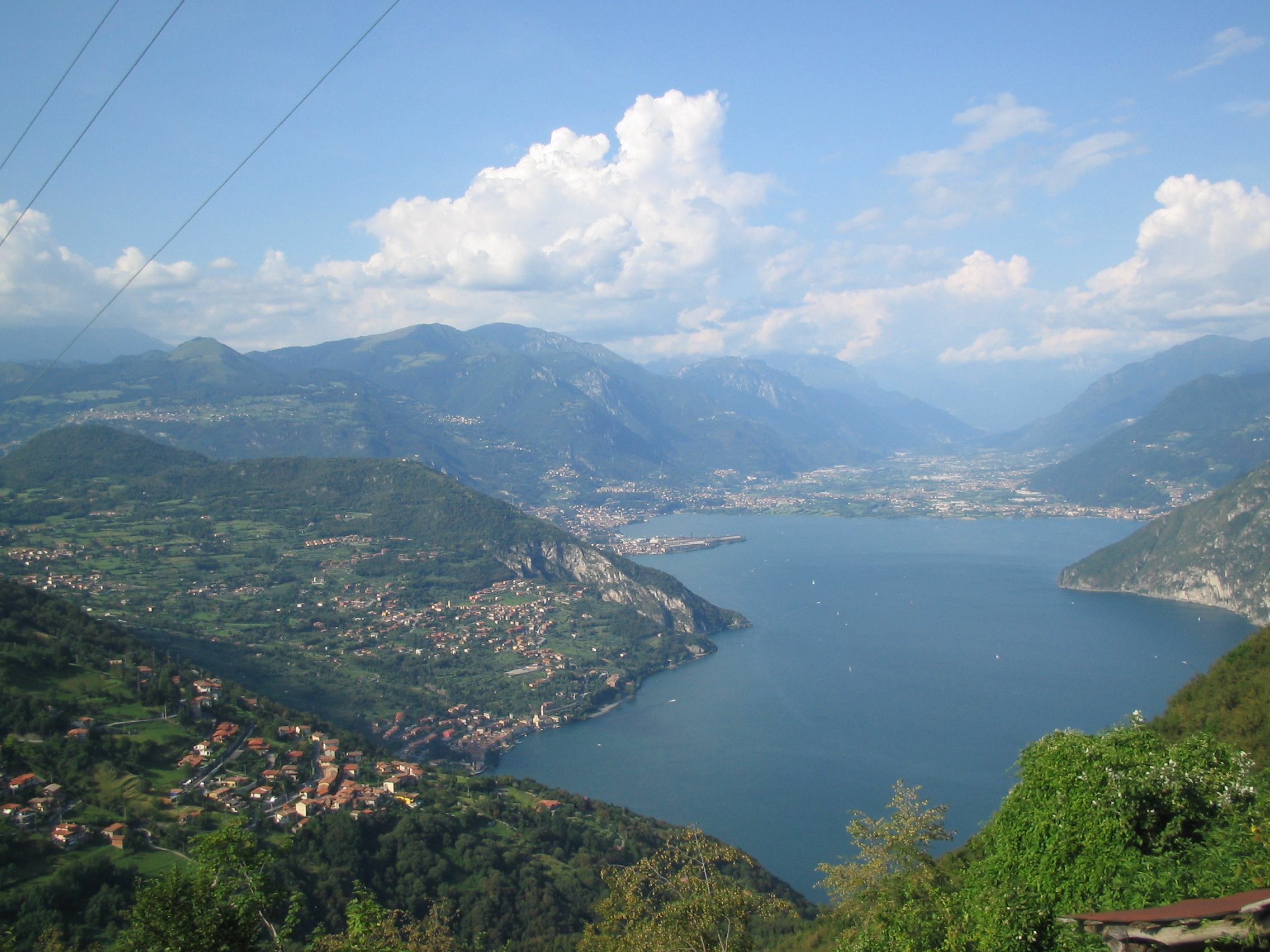
Panorama di un lago di origine morenica: il Lago d'Iseo

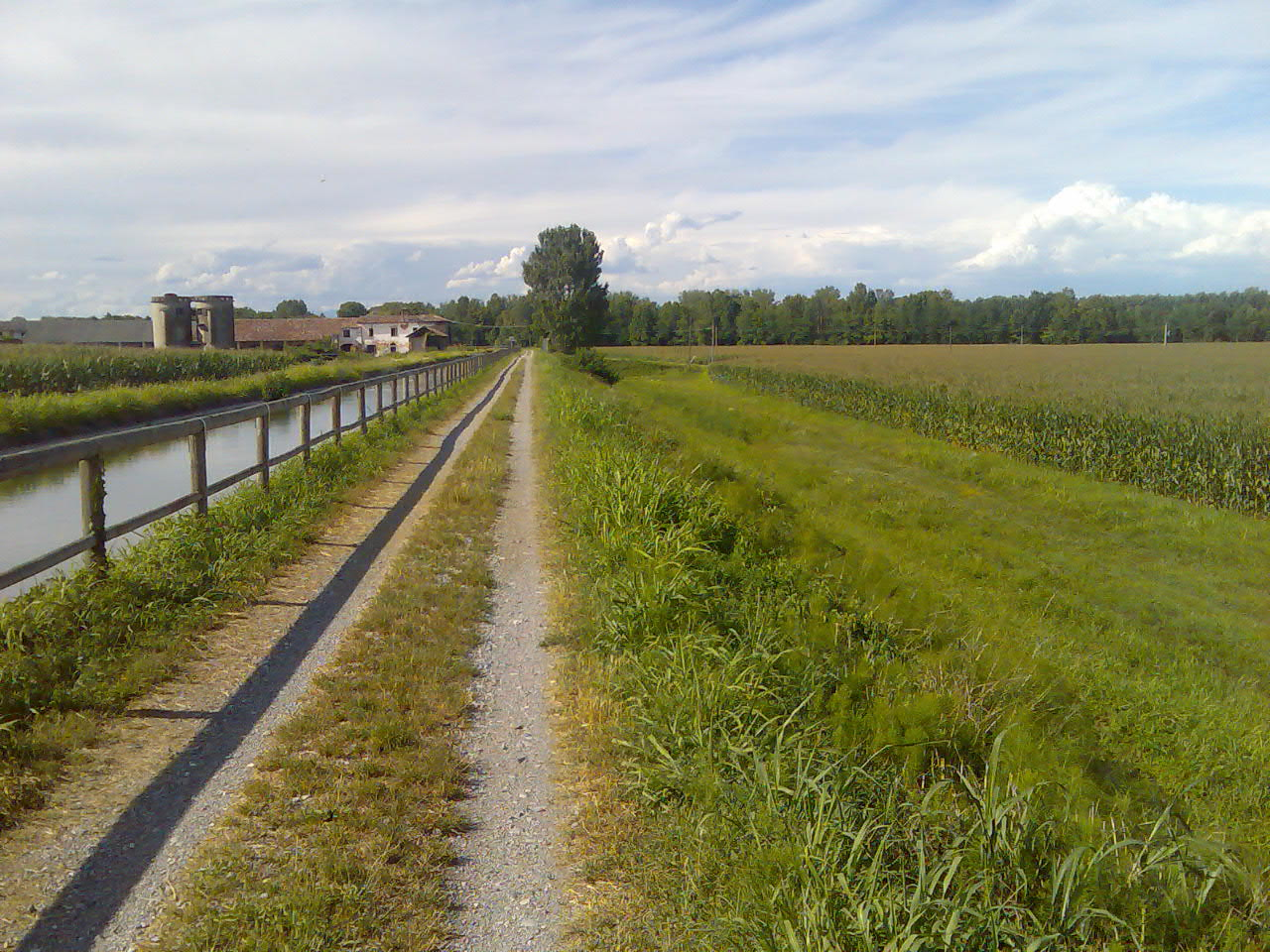
Tipico scenario estivo della Pianura Padana: le campagne di Soresina, in provincia di Cremona, coltivate intensivamente

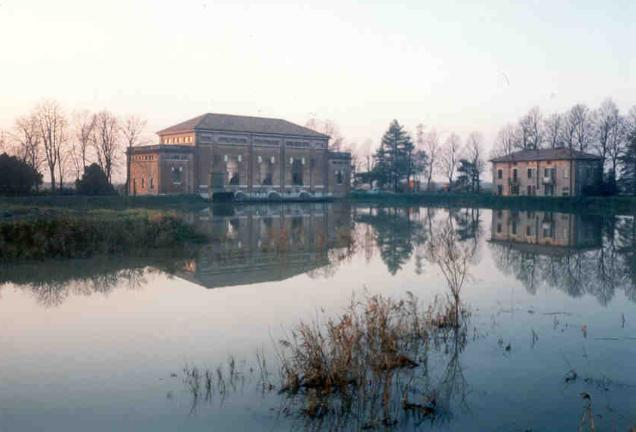
Il Po nei pressi della bonifica di Argenta

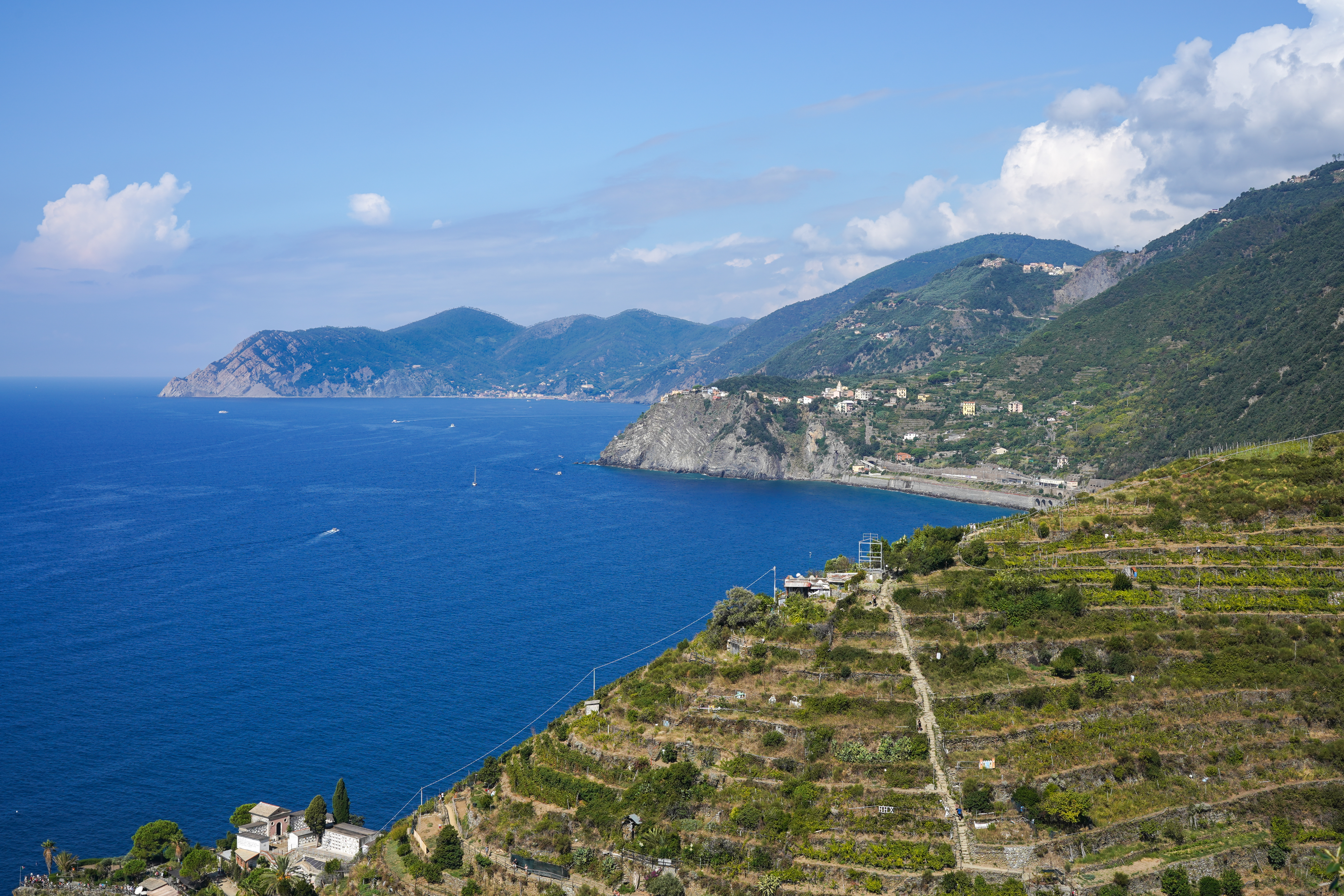
Panorama delle Cinque Terre, sulla costa ligure

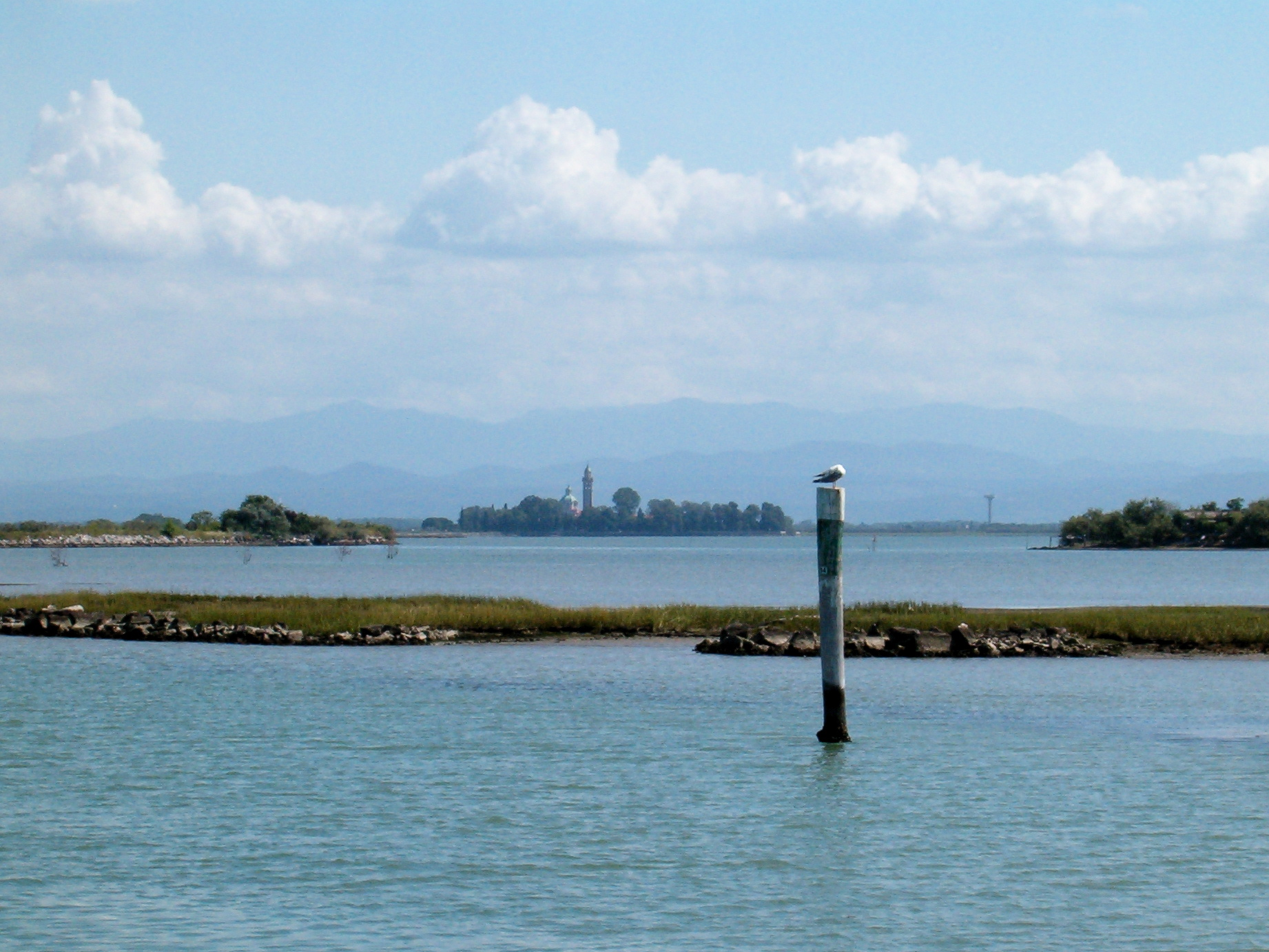
Panorama lagunare dell'Adriatico settentrionale: la Laguna di Grado

## Descrizione

### Orografia
L'Italia continentale è circondata dalle Alpi e dagli Appennini, che formano un arco continuo che tocca il Mar Ligure e si apre verso est sul Mare Adriatico settentrionale. A sud, questo arco montuoso è formato dall'Appennino Tosco-Emiliano, dall'Appennino Ligure e dalle Alpi Marittime; ad ovest dalle Alpi Cozie e dalle Alpi Graie; a nord dalle Alpi Pennine, dalle Alpi Lepontine, dalle Alpi Retiche, dalle Alpi Atesine e dalle Alpi Carniche, ad est dalle Alpi Giulie. Secondo la suddivisione tradizionale, le Alpi Marittime, Cozie e Graie costituiscono le Alpi Occidentali; le Alpi Pennine, Lepontine e Retiche costituiscono le Alpi Centrali, mentre le Alpi Atesine, Carniche e Giulie costituiscono le Alpi Orientali. L'Appennino Ligure e l'Appennino Tosco-Emiliano formano insieme l'Appennino settentrionale.
Lungo tutte le sezioni alpine elencate, corre lo spartiacque alpino principale, confine settentrionale della regione italiana; se ne distaccano le sezioni delle Alpi Orobie, inserite nelle Alpi Centrali, e le Dolomiti, facenti parte delle Alpi Orientali. Il versante interno di questo arco montuoso è bordato a nord dalle Prealpi Lombarde e dalle Prealpi Venete e a sud-ovest dalle colline delle Langhe e del Monferrato; ad ovest, invece, le Alpi sorgono direttamente dalla pianura, senza rilievi frapposti.
All'interno dell'arco descritto si aprono la Pianura Padana e la Pianura veneto-friulana, che nel loro insieme, detto "Pianura padano-veneta", costituiscono la massima estensione pianeggiante d'Italia, estesa per 46 000 km². Essa è di origine alluvionale, in quanto si è formata grazie all'azione del fiume Po, dei suoi affluenti e dei fiumi veneti, emiliani e romagnoli. Il nome "padana" deriva infatti da quello del fiume Po, detto Padus in latino. Il Mar Ligure arriva a lambire il versante meridionale delle Alpi Marittime e dell'Appennino ligure.
Circondati dalla Pianura Veneta, sorgono i Colli Euganei e i Colli Berici, molto vicini tra loro, che hanno le peculiarità di avere un'origine vulcanica e di essere isolati rispetto dagli altri rilievi.
In Venezia Giulia, la zona del Carso presenta fenomeni peculiari: la presenza diffusa di rocce calcaree dà origine a doline e inghiottitoi, attraverso i quali l'acqua piovana filtra in profondità nel sottosuolo e dissolve le rocce. Ciò ha dato origine nel corso dei millenni ad ampie grotte dette appunto "carsiche", tra cui si citano la Grotta Gigante e le Grotte di Postumia, e a fiumi sotterranei, tra i quali il più notevole è il Timavo.
La presenza della fertile Pianura Padano-Veneta ha sempre costituito un elemento altamente favorevole al popolamento e al benessere della zona: nonostante la superficie dell'Italia continentale sia circa il 37% dell'intera regione italiana, vivono qui 27 497 280 abitanti, ossia il 46,5% della popolazione italiana e qui si produce il 56% del prodotto interno lordo nazionale.

Panorama dolomitico: le Cinque Torri

### Idrografia
I fiumi dell'Italia continentale sono per la maggior parte tributari del Po, il più lungo fiume interamente compreso nel territorio italiano, con i suoi 651,8 km, ed anche quello con il bacino idrografico di maggior estensione, di 71 000 km². Esso sfocia a delta sul Mare Adriatico. Solo nel settore più orientale scorrono fiumi indipendenti dal Po; tra questi ci sono l'Adige, il secondo fiume italiano per lunghezza, il Piave e il Reno.
Alla base dei rilievi è tipica la zona delle risorgive, o fontanili, sorgenti di acqua dolce, naturali o talvolta anche artificali, tipiche di aree dotate di falde acquifere non troppo profonde.
Tra il margine delle Prealpi e la Pianura Padana si trovano i più grandi laghi italiani, a partire dal Lago di Garda, che con i suoi 370 km² è il più vasto, seguito dal Lago Maggiore e dal Lago di Como, che è anche il maggiore per profondità (-410 m). Al sesto e al decimo posto per superficie sono il Lago d'Iseo, in cui si trova la più grande isola lacustre in Italia, Monte Isola, e il Lago di Lugano. Sono tutti laghi prealpini e di origine morenica.

### Coste
L'Italia continentale è bordata a sud-ovest dal Mar Ligure e a est dalle sponde settentrionali del Mare Adriatico.

#### Coste liguri
Al centro della costa ligure si estende l'ampio golfo di Genova; la città omonima divide il litorale in due tratti: la Riviera di Ponente e la Riviera di Levante. La Riviera di Ponente è caratterizzata da lunghi tratti di costa bassa e sabbiosa compresi tra vari capi. Prendendo come confine della regione italiana la foce del fiume Varo e procedendo da ovest verso est, nel Nizzardo si spingono verso il mare Cap Martin e Cap-Ferrat; oltre il confine italo-francese si incontrano Capo Mortola e Capo Nero; segue Capo Sant'Ampelio, il punto più meridionale della Liguria, Capo Mele, il Capo di Noli e il Capo di Vado. Sono presenti nella Riviera di Ponente due piccole isole, a poca distanza dalla costa: l'Isola Gallinara e l'Isola di Bergeggi. 
La Riviera di Levante è più frastagliata e caratterizzata da lunghi tratti di costa alta, formati dall'Appennino Ligure che si estende a ridosso del mare, specialmente nella parte orientale. Continuando a procedere da ovest verso est si incontrano il Promontorio di Portofino, che ripara il Golfo del Tigullio, la pittoresca costa alta e rocciosa delle Cinque Terre e il promontorio di Portovenere, che con le isole Palmaria e del Tino forma la sponda occidentale del Golfo della Spezia.

#### Coste adriatiche
In Emilia-Romagna la costa adriatica è bassa e sabbiosa. Nella costa adriatica del Veneto, del Friuli e della Venezia Giulia occidentale è tipica la presenza di lagune, che lidi sabbiosi separano dal mare aperto. Tra queste le più notevoli sono la Laguna di Venezia, di Caorle e la Laguna di Grado. Nella Venezia Giulia orientale, invece, si estendono 27 km di costa alta sino al confine di stato tra Italia e Slovenia.
Oltre il confine di stato si estende la Penisola istriana, con la sua forma triangolare con verice verso sud, in corrispondenza di Capo Promontore. Le coste istriane sono rocciose e alte a nord-ovest e a sud-est, basse altrove; la loro peculiarità è la presenza di valloni e canali, che si sono formati nelle ere geologiche passate per sommersione di antiche valli fluviali a seguito di un innalzamento del livello relativo del mare; tra i più notevoli ci sono i canali di Mirna, di Leme e di Fianona.
Nella parte più settentrionale della costa adriatica si estendono i golfi di Venezia e di Trieste.

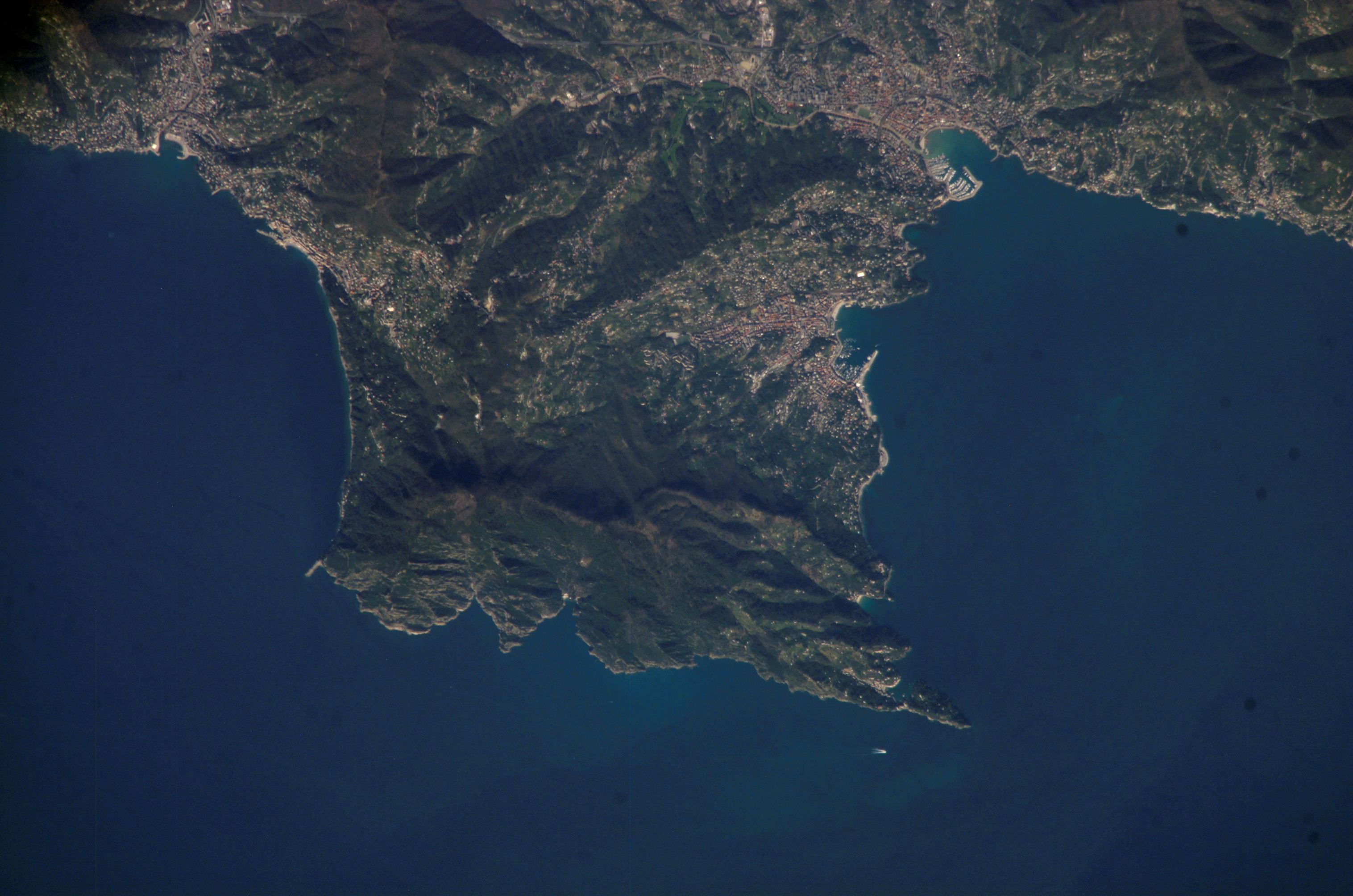
Foto satellitare del Promontorio di Portofino e, ad est, il Golfo del Tigullio
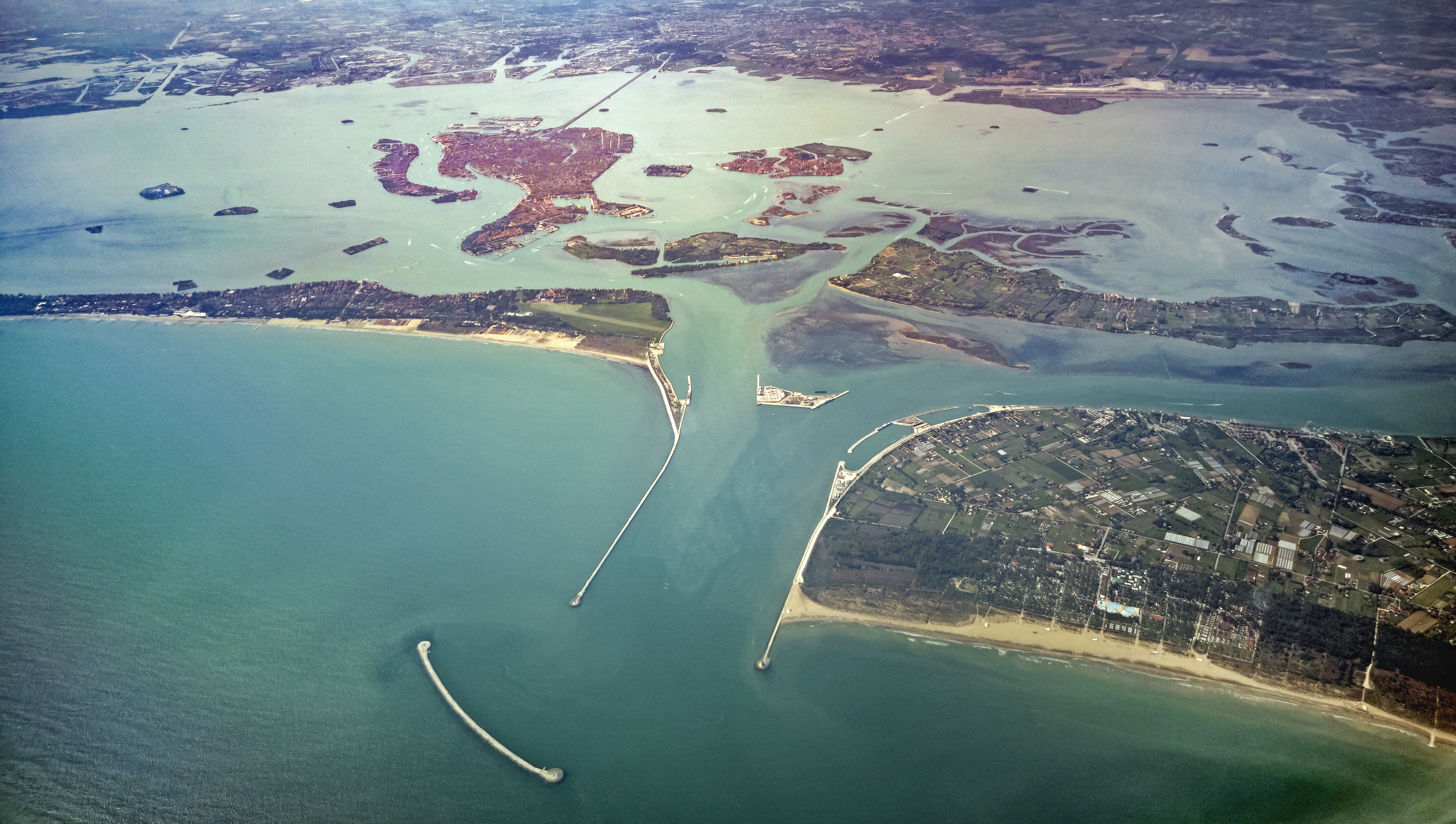
Veduta aerea della parte centrale della Laguna di Venezia
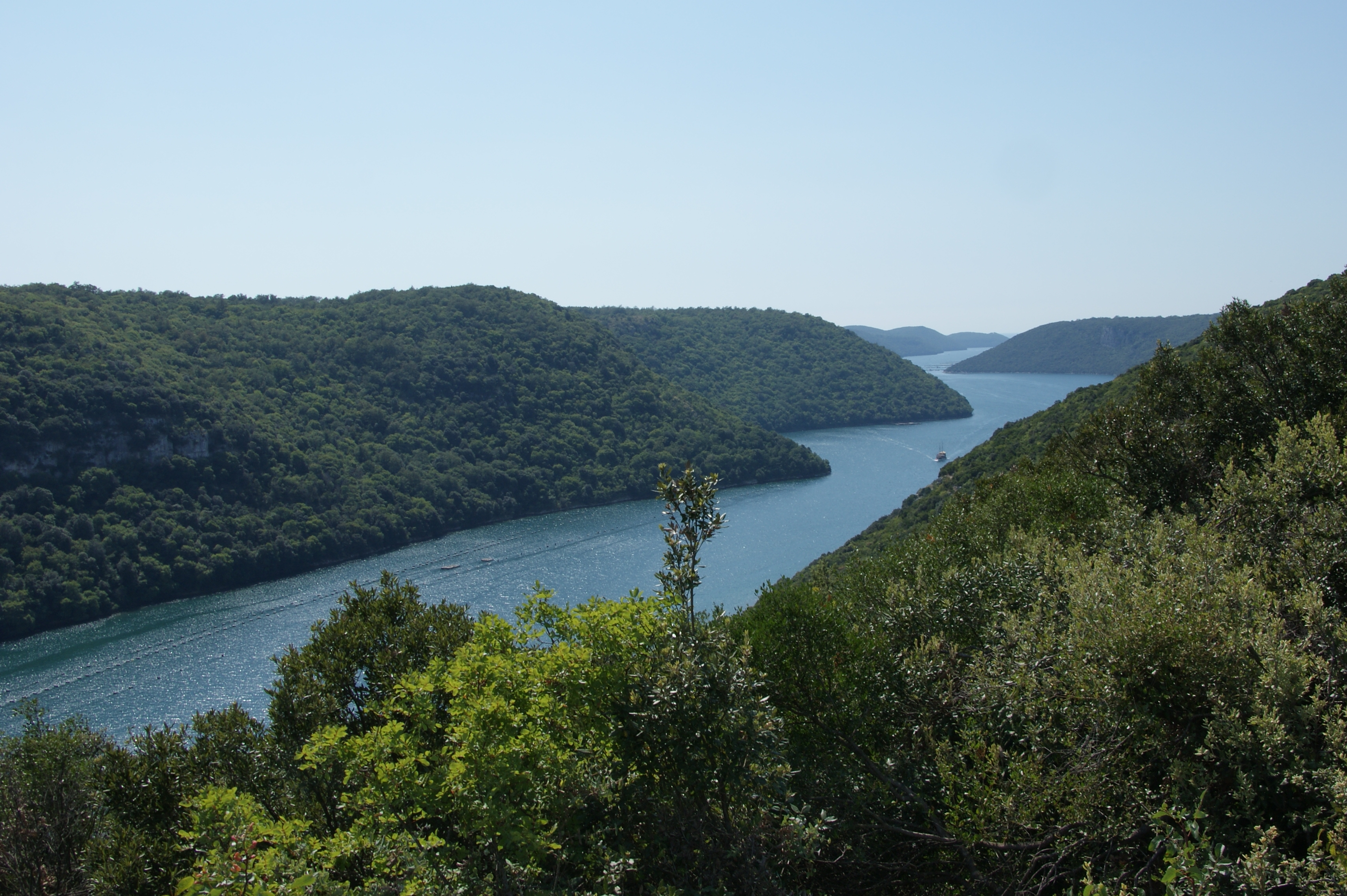
Il Canale di Leme, in Istria
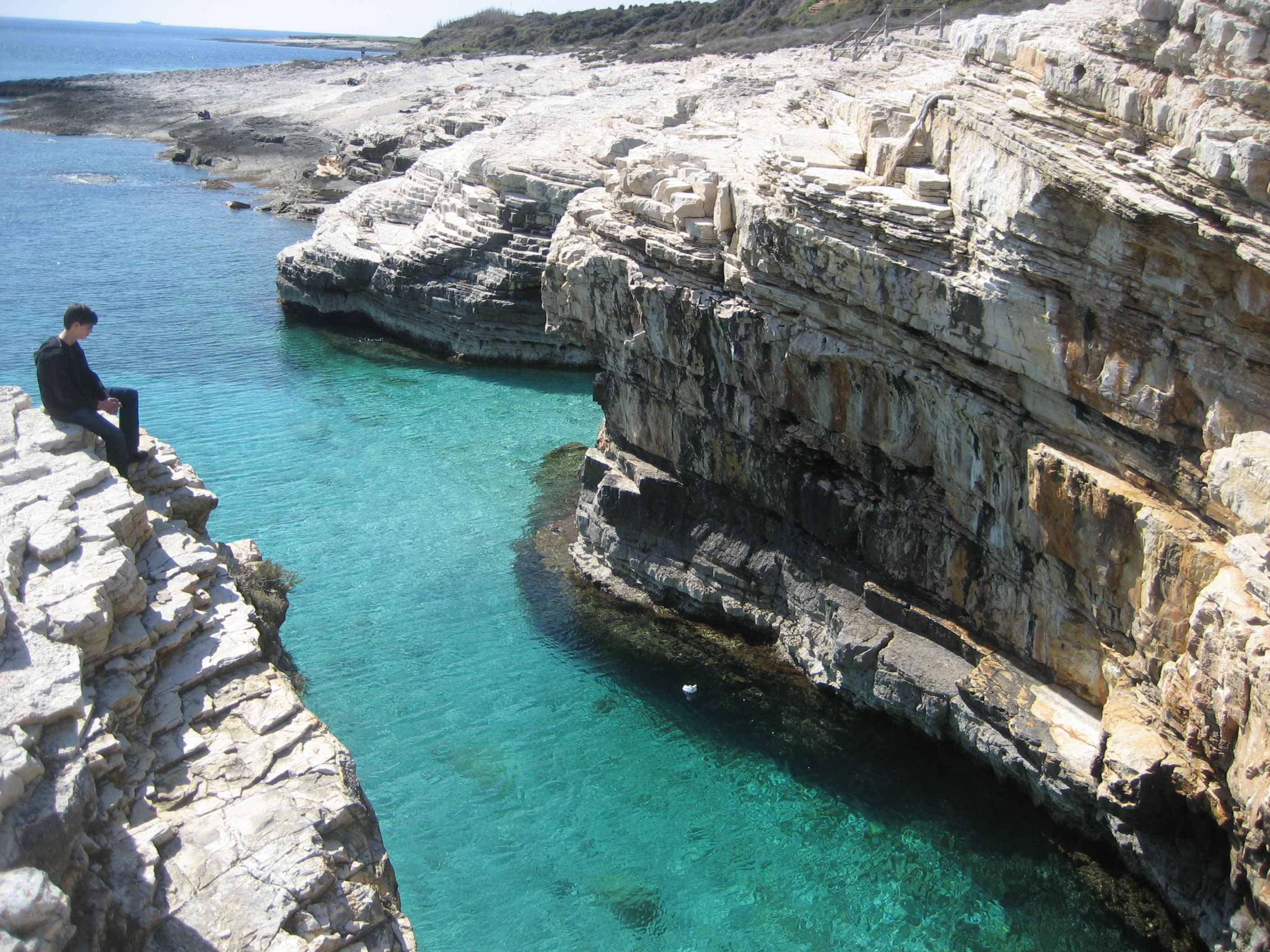
Un tratto della costa di Capo Promontore, in Istria

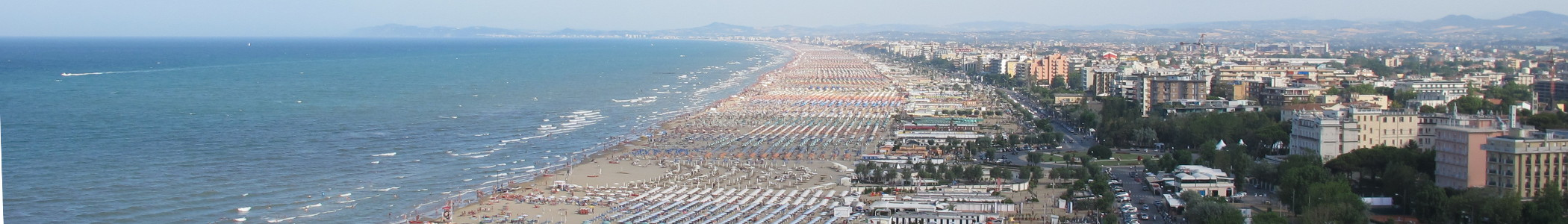
Panorama della costa bassa e sabbiosa dell'Adriatico: la spiaggia di Rimini

## Italia continentale e Italia settentrionale
I concetti di Italia settentrionale e di Italia continentale corrispondono sotto quasi tutti gli aspetti. Ciò che differenzia queste due espressioni dipende dal fatto che l'Italia settentrionale è una suddivisione basata su criteri non solo geografici, ma anche statistici e amministrativi, mentre il concetto di Italia continentale è relativo alla geografia fisica.
Da ciò deriva che il confine tra Italia settentrionale e Italia centrale coincide con quello che divide la Liguria e l'Emilia-Romagna dalla Toscana e dalle Marche, mentre il confine tra Italia continentale e Italia peninsulare è una linea retta immaginaria che va dalla città di La Spezia a quella di Rimini, o, secondo un criterio più fisico, dalla foce del fiume Magra (nei pressi della Spezia) a quella del Marecchia (nei pressi di Rimini) o, infine, è la linea che ha come estremi le foci dei fiumi citati e che corre lungo lo spartiacque dell'Appennino Tosco-Emiliano.
In età romana, era il fiume Rubicone e non il Marecchia ad essere considerato il confine tra le otto regioni augustee peninsulari e le tre continentali. Fu Augusto, dal 7 a.C., a ripartire amministrativamente l'Italia settentrionale nelle tre regioni continentali citate. Prima di tale data, amministrativamente questo territorio, nel suo complesso, era considerato una provincia: la Gallia Cisalpina; era sempre il Rubicone, in ogni caso, ad essere considerato confine tra essa e la parte peninsulare d'Italia.

## Geografia politica
Il territorio della Repubblica Italiana ricadente nell'Italia continentale è suddiviso amministrativamente in nove regioni.
| Nome                  | Capoluogo | Popolazione (ab.) | Superficie (km²) |
| --------------------- | --------- | ----------------- | ---------------- |
| Emilia-Romagna        | Bologna   | 4 437 578         | 22 501,43        |
| Friuli-Venezia Giulia | Trieste   | 1 194 248         | 7 932,48         |
| Liguria               | Genova    | 1 507 636         | 5 416,15         |
| Lombardia             | Milano    | 9 976 509         | 23 863,10        |
| Piemonte              | Torino    | 4 251 351         | 25 386,70        |
| Trentino-Alto Adige   | Trento    | 1 077 143         | 13 604,72        |
| Valle d'Aosta         | Aosta     | 123 130           | 3 260,85         |
| Veneto                | Venezia   | 4 849 553         | 18 345,37        |
| Italia continentale   | -         | 27 417 148        | 120 310,8        |

## Significato esteso
In Sicilia e in Sardegna il termine "continente" ha un'accezione particolare: indica tutta la parte non insulare d'Italia e perciò l'insieme dell'Italia continentale e peninsulare, dalle Alpi allo Stretto di Messina. L'aggettivo "continentale", pertanto, in queste regioni indica luoghi e persone native dell'Italia continentale e peninsulare. L'espressione "Italia continentale" può di conseguenza assumere in Sardegna e Sicilia questo più ampio significato.